# 12 mai 1910
Le jeudi 12 mai 1910 est le 132e jour de l'année 1910.

## Naissances
- Abdel-Halim Mahmoud (mort le 17 octobre 1978), imam égyptien
- Dorothy Crowfoot Hodgkin (morte le 29 juillet 1994), biochimiste
- Giulietta Simionato (morte le 5 mai 2010), artiste lyrique
- Gordon Jenkins (mort le 1er mai 1984), compositeur américain
- Johan Ferrier (mort le 4 janvier 2010), homme d'État surinamien

## Décès
- William Huggins (né le 7 février 1824), astronome anglais